# Бельтер, Герберт
Герберт Бельтер (нем. Herbert Belter; 21 декабря 1929, Грайфсвальд — 28 апреля 1951, Москва) — немецкий студент, активист демократической оппозиции в ГДР. Лидер подпольной Группы Бельтера. Занимался распространением антикоммунистических листовок. Арестован в октябре 1950, осуждён и расстрелян в СССР. Посмертно реабилитирован. В современной Германии включён в перечень борцов с тоталитарными диктатурами.

## Взгляды. Студенческая борьба
Окончил среднюю школу в Ростоке. Продолжал учёбу в коммерческом училище, затем работал в Ростокском порту. В 1948 вступил в СЕПГ. Поступил на факультет общественных наук Лейпцигского университета, специализировался на экономике.
Несмотря на формальное членство в восточногерманской компартии, Герберт Бельтер придерживался общедемократических взглядов. Он был сторонником председателя студенческого совета Лейпцигского университета Вольфганга Натонека, арестованного в ноябре 1948. После ареста Натонека оппозиционные студенческие активисты решили перейти к нелегальным формам борьбы. В конце 1949 Герберт Бельтер организовал в Лейпцигском университете подпольную группу из 11 студентов.

## Подполье. Арест и казнь
Группа Бельтера занималась распространением листовок, осуждающих партийную диктатуру и манипулирование избирательным процессом перед выборами в Народную палату. Информацию о политическом положении в ГДР организация передавала на РИАС.
5 октября 1950 года после акции по распространению листовок Герберт Бельтер был арестован вместе со своим соратником Гельмутом Менилем. После обыска в руках полиции и госбезопасности оказались вещественные доказательства и перечень членов организации.
Бельтер и другие члены подпольной группы были переданы советским военным властям. Закрытый процесс состоялся 20 января 1951. Герберт Бельтер открыто признал, что вёл подпольную борьбу против режима: «Я действовал нелегально, потому что меня не устраивала ситуация в Лейпцигском университете. Не было ни свободы совести, ни свободы слова, ни свободы печати».
Советский суд приговорил Герберта Бельтера к смертной казни. 28 апреля 1951 он был расстрелян в Москве. Кремирован и похоронен в братской могиле на Донском кладбище.

## Память
Судьба Герберта Бельтера держалась в строгой тайне до 1990 года, когда были открыты архивы госбезопасности ГДР и КГБ СССР. 23 мая 1994 года Герберт Бельтер официально реабилитирован Генеральной прокуратурой РФ.
Герберт Бельтер и его товарищи сравниваются с антинацистскими подпольщиками Белой розы. Иногда эти примеры приводятся в обоснование отказа от «культа немецкой вины» и используются правыми силами в текущей политической борьбе.

Герберт Бельтер сделал то же, что Софи Шолль… Он требовал свободных выборов, которых не допускала правящая СЕПГ, «Левые» и их советские хозяева. Его вывезли в Москву. Тайный суд приговорил его к смерти.

Чтобы не злить «Левых», кое-кто не заходит в критике дальше нацистской Германии… Если бы Герберт Бельтер раздал свои листовки пятью годами и несколькими месяцами ранее, тысячи улиц и школ ФРГ были бы названы в его честь… Очередная годовщина судебного убийства должна стать поводом для того, чтобы противостоять культу вины, идущему от правителей. Граждане Грайфсвальда должны узнать о Герберте Бельтере и его антикоммунистической борьбе за свободу.

1 июля 2005 года член Группы Бельтера Петер Эберле посетил Москву и возложил венок к могиле на Донском кладбище. С 2009 года в Лейпцигском университете ежегодно проводятся мероприятия памяти Герберта Бельтера и его организации.